# Anna Klapheck
Anna Klapheck (geborene Anna Helene Klara Elly von Strümpell, * 12. Mai 1899 in Erlangen; † 25. Februar 1986 in Düsseldorf) war eine deutsche Kunsthistorikerin und Kunstkritikerin.

## Leben
Anna von Strümpell wurde als vierte Tochter des Internisten und Begründers der Neuropathologie Adolf von Strümpell und seiner Ehefrau Anna, geborene Langerhaus, am 12. Mai 1899 in Erlangen geboren. Als Anna vier Jahre alt war, erhielt ihr Vater einen Ruf an die Universität Breslau. Dort besuchte sie von 1906 bis 1909 eine private Mädchenschule. Als ihr Vater 1910 an die Universitätsklinik Leipzig ging, besuchte Anna dort eine Höhere Mädchenschule. Nach dem Abitur absolvierte sie 1918 eine Haushaltsschule in Gaienhofen. Von 1919 bis 1921 machte sie eine Buchbinderlehre mit dem Gesellenbrief als Abschluss.
Ab dem Wintersemester 1921/22 studierte sie Kunstgeschichte, Philosophie und Klassische Archäologie in Leipzig, Berlin und Marburg. Hier gelangt sie in den inneren Zirkel um den Philosophen Nicolai Hartmann. Dieser bot ihr Dissertationsthemen zur Wahl an, doch sie verlagert ihr Interesse auf die Kunstgeschichte. Das Studium schloss sie am 22. Juli 1925 mit der Promotion in Kunstgeschichte bei Richard Hamann ab. Ihre Dissertation zum ikonographischen Thema „Der heilige Hieronymus im Gehäuse“ wurde mit der Bestnote summa cum laude bewertet.
Zurück in Leipzig arbeitet sie zunächst als Volontärin am Museum der bildenden Künste und bis 1927 als Mitarbeiterin in der Leipziger Kunsthandlung C. G. Boerner. Im Auftrag der Firma recherchiert sie in Düsseldorf und lernte dort Richard Klapheck kennen, den sie am 17. März 1927 heiratete. In den folgenden Jahren unterstützte sie ihren Mann bei vielen Buchprojekten durch begleitende Recherchen. Sie lernte Professoren der Kunstakademie kennen, besonders jene, die von Direktor Walter Kaesbach neu berufen wurden: Heinrich Campendonk und Werner Heuser kamen 1926 an die Akademie, Paul Klee 1931, Ewald Mataré und Oskar Moll 1932. Nachdem Kaesbach und die von ihm berufenen Professoren von den Nationalsozialisten entlassen wurden, wurde ihr Ehemann 1934 ebenfalls entlassen. Jedoch publizierte Richard Klapheck weiterhin zu Architektur und Kunststätten im Rheinland.
Am 10. Februar 1935 wurde Sohn Konrad geboren. Im gleichen Jahr kam ihr Kunstführer „Die Mosel“ in der Reihe Deutsche Lande – Deutsche Kunst im Deutschen Kunstverlag heraus.
Im Juli 1936 zog die Familie in das selbstentworfene Haus an der Mozartstraße Nr. 2 im Düsseldorfer Stadtteil Pempelfort. Anna Klapheck gab gut besuchte kunsthistorische Kurse. Am 23. Juni 1939 starb ihr Mann Richard nach langer schwerer Krankheit. 1942, als auch Düsseldorf bombardiert wurde, übersiedelte Anna in ihr Elternhaus nach Leipzig, musste jedoch 1943, nach dem Tod ihrer Mutter und der Zerstörung des Leipziger Hauses, in dem auch die aus Düsseldorf gerettete rheinische Bibliothek und die Schriften und Notizen ihres Mannes vernichtet wurden, weiter fliehen. Sie kam mit ihrem Sohn in einem Gutshaus von Freunden in Dörnthal im Erzgebirge unter. Den Einmarsch der russischen Armee überstand Anna Klapheck unbeschadet, und im November 1945 kehrte sie nach Düsseldorf zurück.
Mit einer Lizenzerteilung als Kunstkritikerin konnte Klapheck für die ersten Zeitungen in der britischen Besatzungszone arbeiten. Ab Juni 1946 berichtete sie über die Kunstszene von Düsseldorf in der Zeitschrift Rhein-Echo aus Düsseldorf und wenig später für die Westdeutsche Rundschau aus Wuppertal. Hier war sie für die Düsseldorfer Seite mit Berichterstattung über Theater und Bildende Kunst zuständig. Im September 1946 erschien ihr erster Artikel über „Bertha von Suttner – Wegbereiter der Demokratie“ in der Rheinischen Post, weitere Artikel folgten. Im selben Jahr begann Anna Klapheck mit kunsthistorischen Dia-Vorträgen, deren Schwerpunkt die Werke der in der NS-Zeit verfemten und verfolgten Künstler bildete.
Im Mai 1952 wurde sie als Dozentin für Kunstgeschichte an der Düsseldorfer Kunstakademie eingestellt, erhielt 1962 den Professorentitel und lehrte bis 1966. Sie recherchierte und publizierte zur Avantgarde im Düsseldorf der 1920er Jahre mit dem Buch über „Mutter Ey – eine Düsseldorfer Künstlerlegende“, welches 1958 erschien. Das Buch wurde, unter ihrer Mitwirkung, vom WDR verfilmt und im Februar 1984 ausgestrahlt. Nach dem Zweiten Weltkrieg war Klapheck wesentlich an dem kunsttheoretischen Diskurs über das Informel und den Tachismus beteiligt. Im Rahmen der Ausstellung Peintures et sculptures non figuratives en Allemagne 1955 im Pariser Cercle Volney beschäftigte sie sich das erste Mal mit dem Tachismus und prophezeite, dass man dieses „Schlagwort“ „bald auch in Deutschland bis zum Überdruß hören“ werde.
1958 würdigte Klapheck die Arbeiten des Malers Bruno Goller, dessen besondere Bedeutung sie als magischer Realist herausarbeitete. Ewald Mataré war sie freundschaftlich verbunden. 1960 dokumentierte sie in einem Bildband Ewald Matarés „Türen und Tore“. In den 1980er Jahren beschäftigte sie sich noch einmal intensiv mit weniger bekannten Teilen des Werks von Mataré und gab 1983 seine „Aquarelle 1920–1956“ heraus. Auf das Wirken des von den Nazis entlassenen Direktors der Kunstakademie Walter Kaesbach geht sie 1961 in einem Sonderdruck der Kunstakademie ein: „Walter Kaesbach und die Zwanziger Jahre an der Düsseldorfer Kunstakademie“. Mit einer Monographie über den polnisch-jüdischen Maler Jankel Adler von 1966, der in den 1920er Jahren die Düsseldorfer Avantgarde wesentlich mitprägte, würdigte sie als Erste das bis dato verstreute und zum Teil verschollene Werk des durch die Nationalsozialisten verfolgten Künstlers.
Nach einer Russlandreise zu den großen Museen in Moskau und St. Petersburg und zu den Gedenkstätten russischer Autoren wie Tolstoi oder Puschkin, erschien 1972 in der Reihe „Deutsche Lande – Deutsche Kunst“ ihre Hommage „Düsseldorf“, ein Buch über die Verbindung von Geschichte und Kunst ihrer Wahlheimat mit einem zentralen Bildteil der Fotografin Ruth Hallensleben. 1979 erschien ihr Sammelband „Vom Notbehelf zur Wohlstandskunst. Kunst im Rheinland der Nachkriegszeit“.
Seit ihren journalistischen Anfängen befasste sich Anna Klapheck neben der Kunstgeschichte mit literaturgeschichtlichen Themen. Sie schätzte Ricarda Huch und ihre Verehrung galt Johann Wolfgang von Goethe. Mehr als 25 Jahre lang organisierte sie im Goethe-Museum Düsseldorf Vorträge und Gedenkstunden. 1984 gab der damalige Direktor des Goethe-Museums, Jörn Göres, ihre Beiträge als Sammelband heraus.
Am 25. Februar 1986 starb Anna Klapheck in ihrem Haus an der Mozartstraße 2.

## Ehrungen (Auswahl)
- 1979: Rheinlandtaler für die „die rheinische Kulturpflege“ vom Landschaftsverband Rheinland
- 1983: Mutter-Ey-Plakette durch den Heimatverein „Düsseldorfer Weiter e. V.“

## Veröffentlichungen (Auswahl)
- Hieronymus im Gehäuse. In: Marburger Jahrbuch für Kunstwissenschaft 2, 1925/26, S. 173–244 (Dissertation, auch als Separatdruck mit Lebenslauf).
- Die Mosel (Reihe Deutsche Lande – Deutsche Kunst). Deutscher Kunstverlag, Berlin 1935.
- Carl Lauterbach. Zeichnungen. Kaloso, Solingen-Ohligs 1948.
- Mutter Ey. Eine Düsseldorfer Künstlerlegende. 1959, 2. Auflage Droste, Düsseldorf 1977, ISBN 3-7700-0481-7.
- Walter Kaesbach und die Zwanziger Jahre an der Düsseldorfer Kunstakademie. Düsseldorf 1961.
- Jankel Adler. Monographien zur rheinisch-westfälischen Kunst der Gegenwart. Verlag Aurel Bongers, Recklinghausen 1966.
- Düsseldorf (Deutsche Lande – Deutsche Kunst). Deutscher Kunstverlag, München 1972.
- Vom Notbehelf zur Wohlstandskunst. Kunst im Rheinland der Nachkriegszeit. DuMont, Köln 1979.
- Ewald Mataré, Aquarelle 1929–1956. München 1983, ISBN 3-88814-119-2.
- Jörn Göres (Hrsg.): Viele Gäste wünsch ich heute… 60 Berichte von Anna Klapheck über Vorträge und Gedenkstudien im Goethe-Museum. Goethe-Museum, Düsseldorf 1983.

Kulturjournalistische Texte
Anna Klapheck – Texte:
- Bertha von Suttner, 28. September 1946
- Die Anfänge von Yves Klein, 4. Juni 1957
- Cotta: Goethes und Schillers Verleger, 1. Mai 1972
- Zur Akademie gepilgert, 10. März 1973
- Gedenkstunde für Anton Kippenberg, 27. März 1974
- Recklinghausens imaginäres Museum, 25. Mai 1974
- Goethe und Michelangelo, 10. März 1975
- Französische Emigranten im Weimar Goethes, 20. Januar 1976
- Stadtmuseum neu eröffnet, 18. Januar 1978
- Goethes „Harzreise im Winter“, 25. Januar 1978
- Franz W. Seiwert: Ausstellung in Köln, 14. Februar 1978
- Goethes „Römische Elegien“, 18. Februar 1978
- Düsseldorfer Malerschule, 12. Mai 1979
- Galerie Alfred Schmela, 23. Juli 1980
- Historienmaler Peter Janssen, 18. Oktober 1980
- Goethes Mutter, 14. Februar 1981
- Goethes „Märchen“, 14. März 1981
- Grimms Märchen, 4. April 1981
- Über J. J. Winckelmann, 10. Oktober 1981
- Kinderbuch in der Goethe-Zeit, 12. Januar 1982
- Scherenschnitte von Philipp Otto Runge, 23. Januar 1982
- Düsseldorf, die dritte Goethe-Stadt, 13. März 1982
- Graphiker Otto Coester, 3. April 1982
- Goethe und das Theater, 3. April 1982
- Freundschaft von Goethe und Schiller, 6. November 1982
- Gottfried Benn und Goethe, 18. April 1983
- Max Beckmanns Tagebücher, 16. Juni 1984
- Dalís Autobiographie, 13. Oktober 1984
- Für und wider den Dilettanten, 27. April 1985
- Zum Tode von Hella Nebelung, 20. Juni 1985
- Galerist Alex Vömel, 26. Juni 1985
- Erinnerungen an Beuys, 1. Februar 1986